# Bénoué-Nationalpark
Der Bénoué-Nationalpark ist ein Nationalpark in der Nord-Provinz  Kameruns. Seinen Namen hat der Park vom Fluss Benue, der durch den Park fließt. Der Park gilt als das zweitergiebigste Wildtierreservat Kameruns nach dem Waza-Nationalpark.

## Geschichte
Im Jahr 1932 wurde das Gebiet zum Fauna-Reservat erklärt. 1968 folgte die Umwandlung in einen Nationalpark. Im Jahr 1982 wurde der Park als Biosphärenreservat anerkannt.

## Geographie

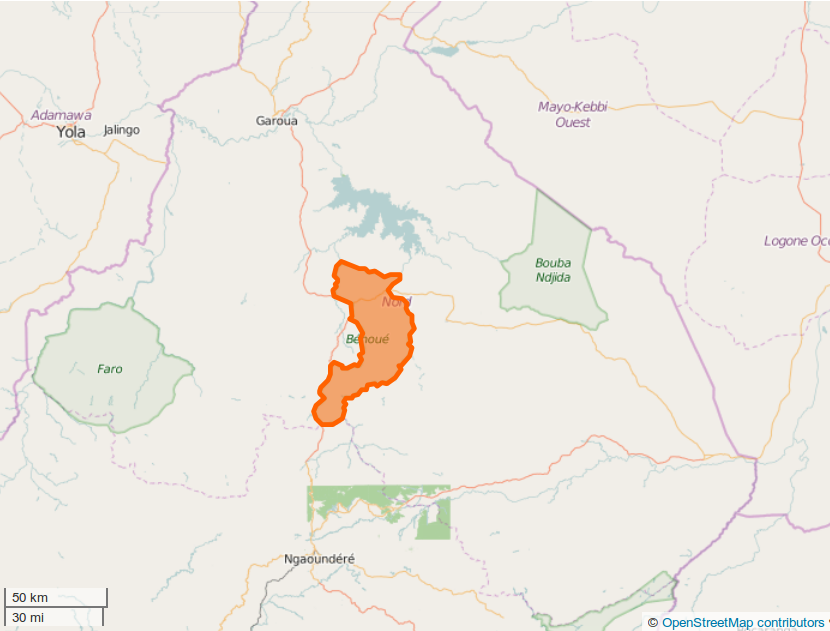
Der Bénoué-Nationalpark

Der Bénoué-Nationalpark liegt im Guinea-Savannen-Gürtel, einer Feuchtsavanne zwischen den Städten Garoua im Norden und Ngaoundéré im Süden. Begrenzt wird der Park im Osten durch den Bénoué-Fluss und im Westen größtenteils durch die  Fernstraße N1 und den Fluss Mayo Salo. Er ist dabei etwa 50 Kilometer lang und bis zu 25 Kilometer breit. Er endet etwa 15 Kilometer südlich des Lagdo-Stausees.
Im Park gibt es vielfältige Felskuppen, Waldland und einige Gewässer. In der Mitte des Parks finden sich kleinere Salinen und mineralhaltige Böden.
Die felsigen Abschnitte bei Hosséré Gorna im Norden des Parks liegen zwischen 600 und 750 Meter über dem Meeresspiegel, die Ebenen zwischen 250 und 500 Meter. Der gesamte Park erstreckt sich über eine Fläche von rund 1800 km².

## Klima
Bei einem jährlichen Niederschlag von etwa 800 bis 1200 mm kann in der Trockenzeit von November bis Mai Wasserknappheit auftreten.

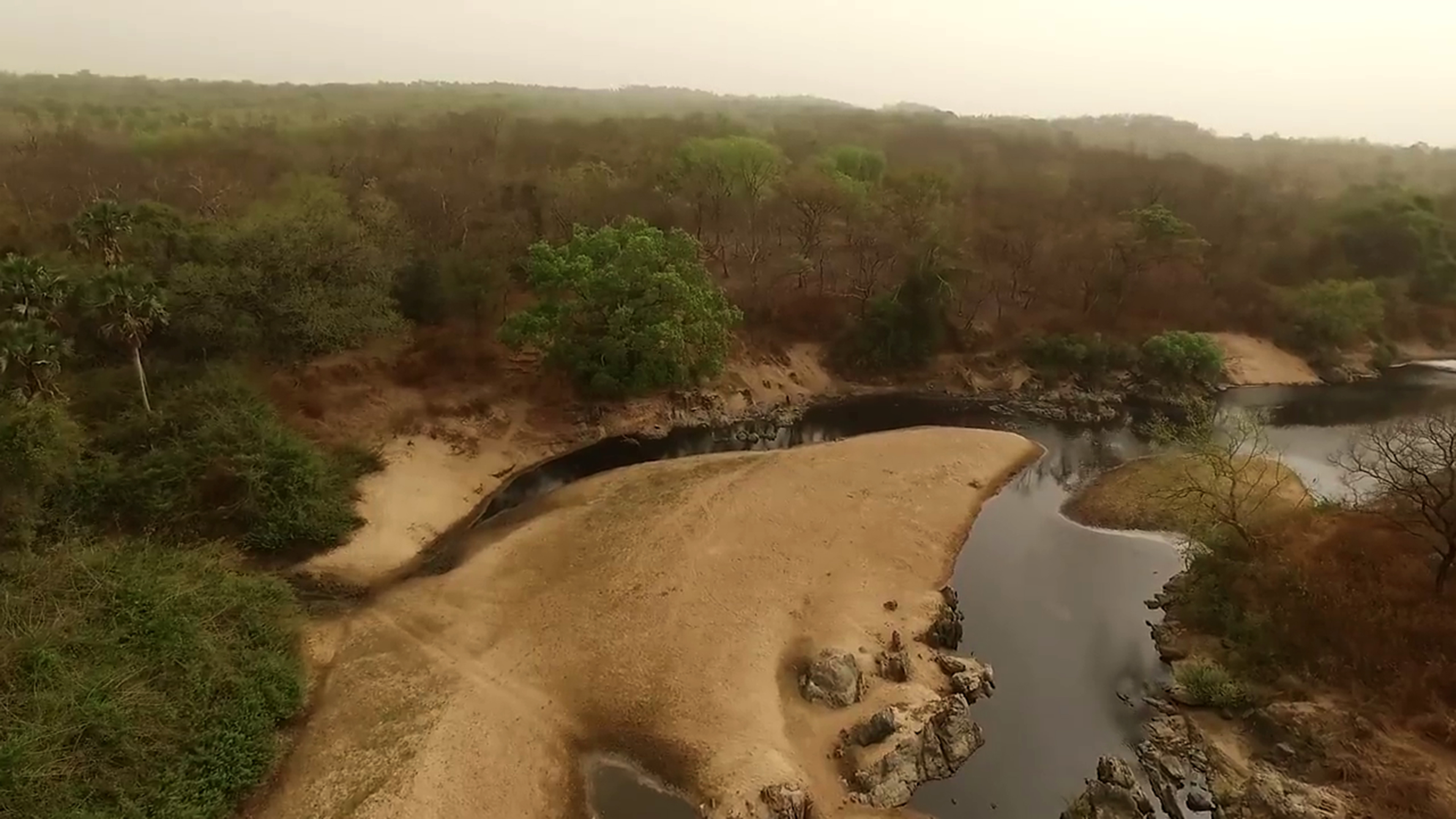
Park, Beginn der Trockenzeit
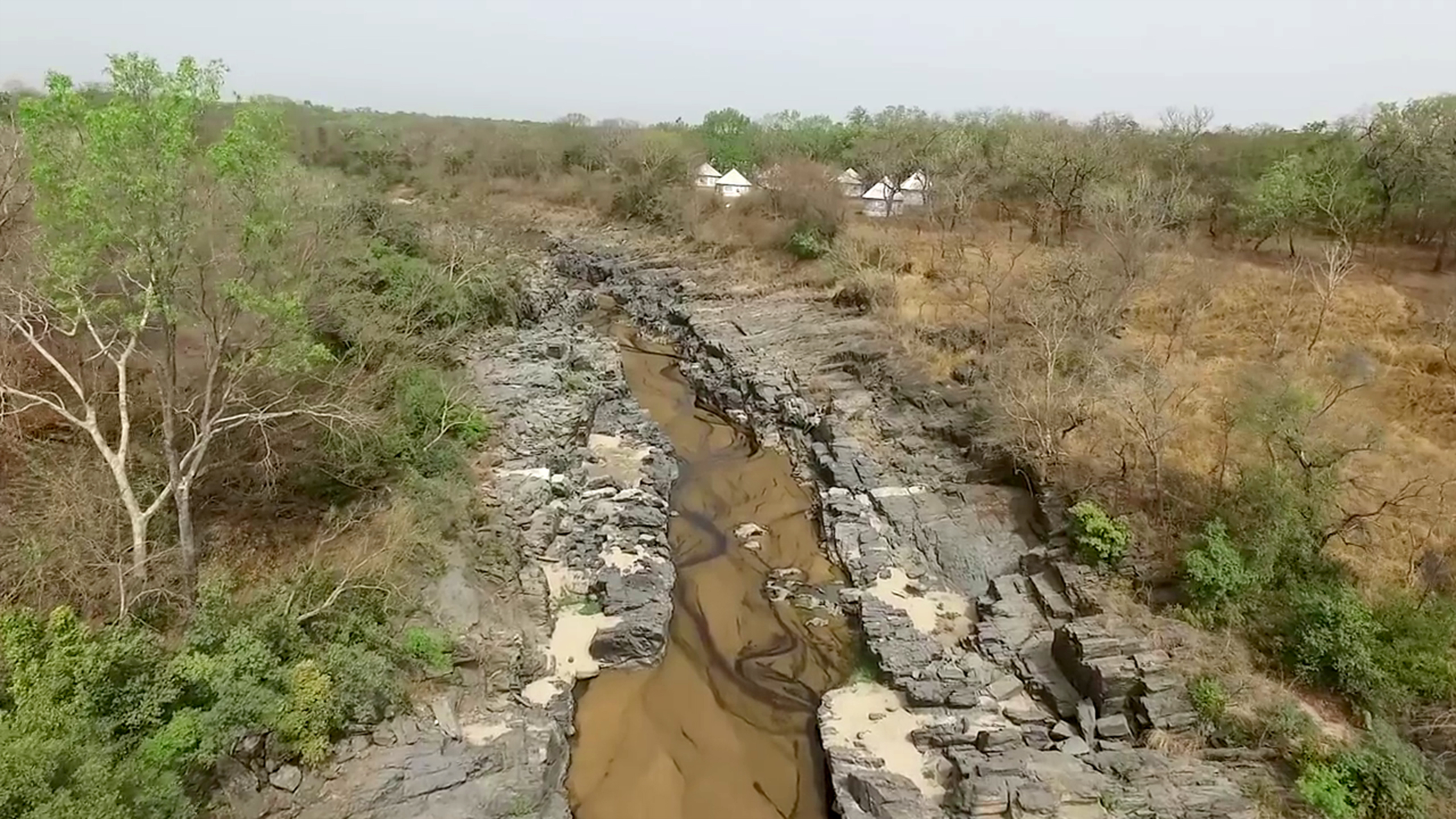
Park, Trockenzeit

## Biodiversität

### Flora
Die Trockenheit der Sudanzone beeinflusst die Flora des Parks. Weit verbreitet sind Trockenwälder von Anogeissus leiocarpa. Einer der hier vorkommenden Bäume ist Afzelia africana.

### Fauna

#### Säugetiere
An den Uferregionen des Bénoué leben zahlreiche Wildtiere. Der Park ist vor allem für seine Flusspferd-Herden, die bevorzugt nachts zum Äsen an Land kommen, bekannt. Der Elefant ist ein weiterer Dickhäuter, den man mit etwas Glück im Park beobachten kann. Unter den Primaten des Parks findet man Paviane. Im Bénoué-Nationalpark leben auch besonders gefährdete Arten wie der Afrikanische Wildhund (Lycaon pictus), das Afrikanische Manati (Trichechus senegalensis)  und die Riesen-Elenantilope (Taurotragus derbianus). Weniger gefährdet ist der ebenfalls im Park lebende Buschbock (Tragelaphus scriptus). Eine genauere Studie zur Entwicklung des Kob (Kobus kob) im Bénoué-Nationalpark entstand im Jahre 2001. Außerdem kommen hier Löwen, Leoparden, Leierantilopen, Wasserböcke und Büffel vor.

#### Vögel
Eine Inventarisierung durch BirdLife International ergab mindestens 306 verschiedene Vogelarten, darunter der Rotbürzelwürger (Lanius gubernator), der Schönbürzel (Estrilda caerulescens), der Rotmaskenastrild (Pytilia hypogrammica) und der Kleine Pünktchenamarant (Lagonosticta rufopicta). Die Adamauaturteltaube (Streptopelia hypopyrrha) sowie der dämmerungsaktive Fledermausadler (Macheiramphus alcinus) sind im Park beheimatet.

#### Herpetofauna
Unter den berichteten Amphibien befinden sich der Maskarenenfrosch (Ptychadena mascareniensis), der Tremolo-Sandfrosch (Tomopterna cryptotis) und der Gekrönte Ochsenfrosch (Hoplobatrachus occipitalis).

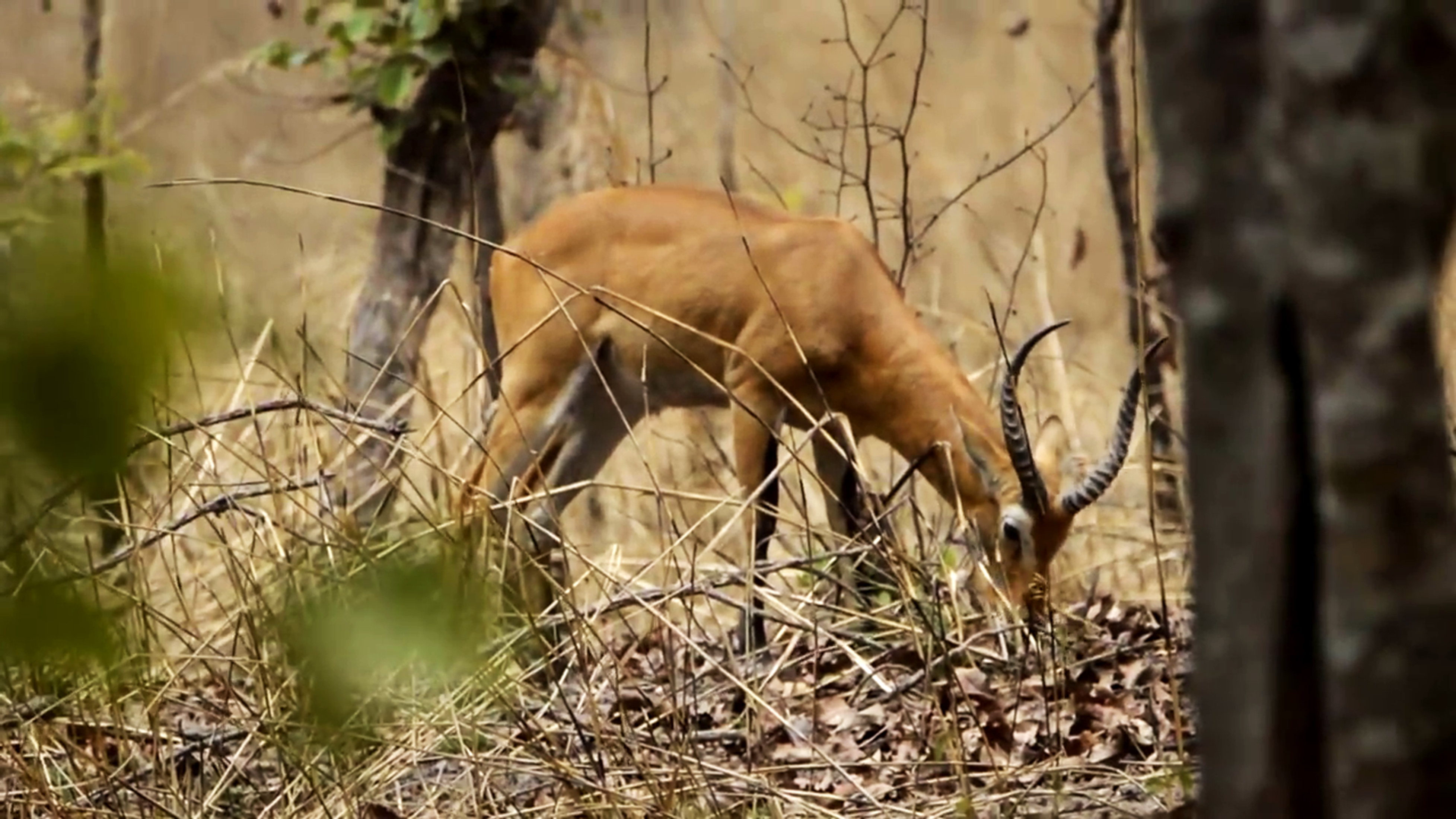
Antilope des Bénoué-Nationalparks
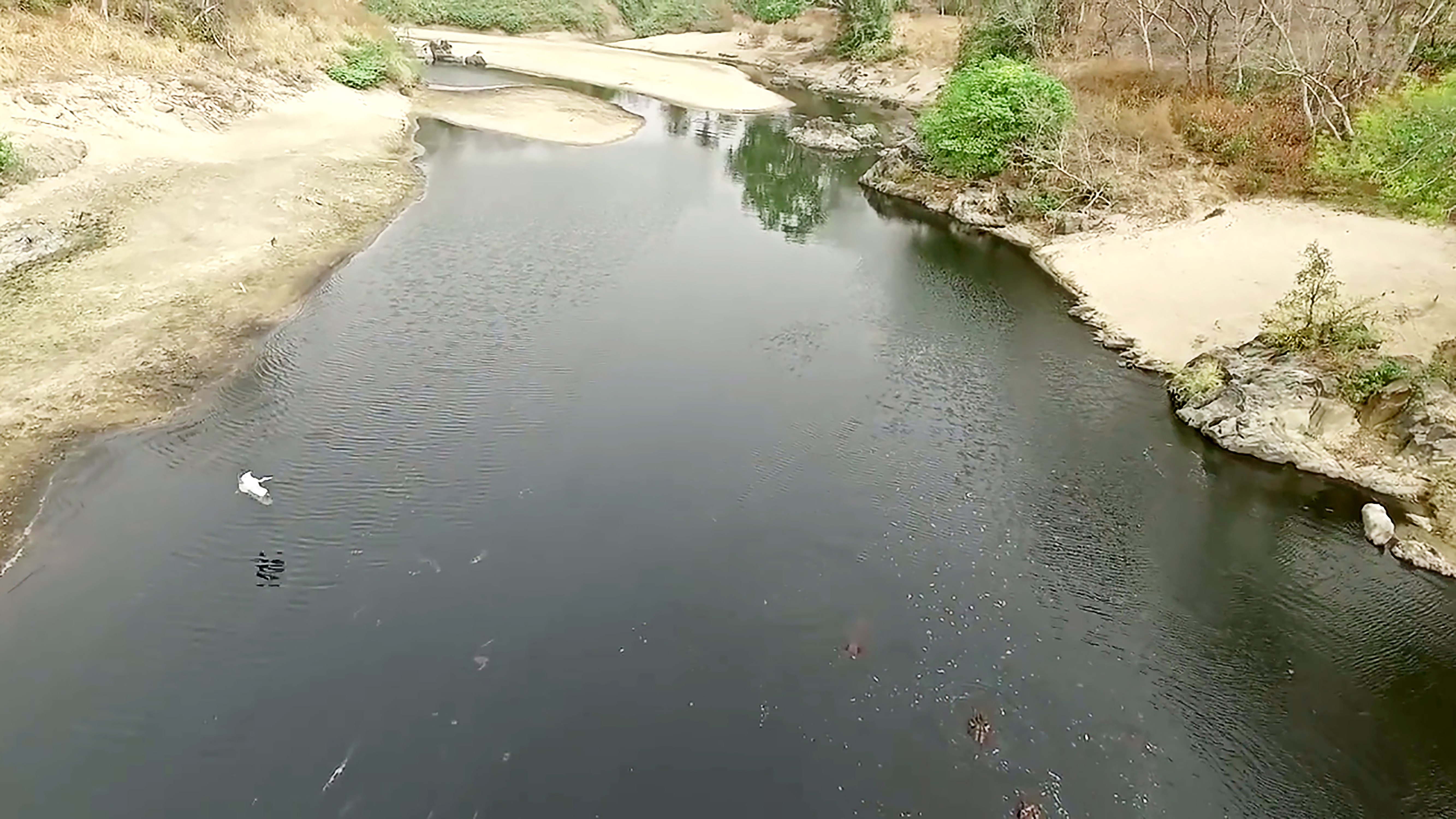
See des Nationalparks Bénoué
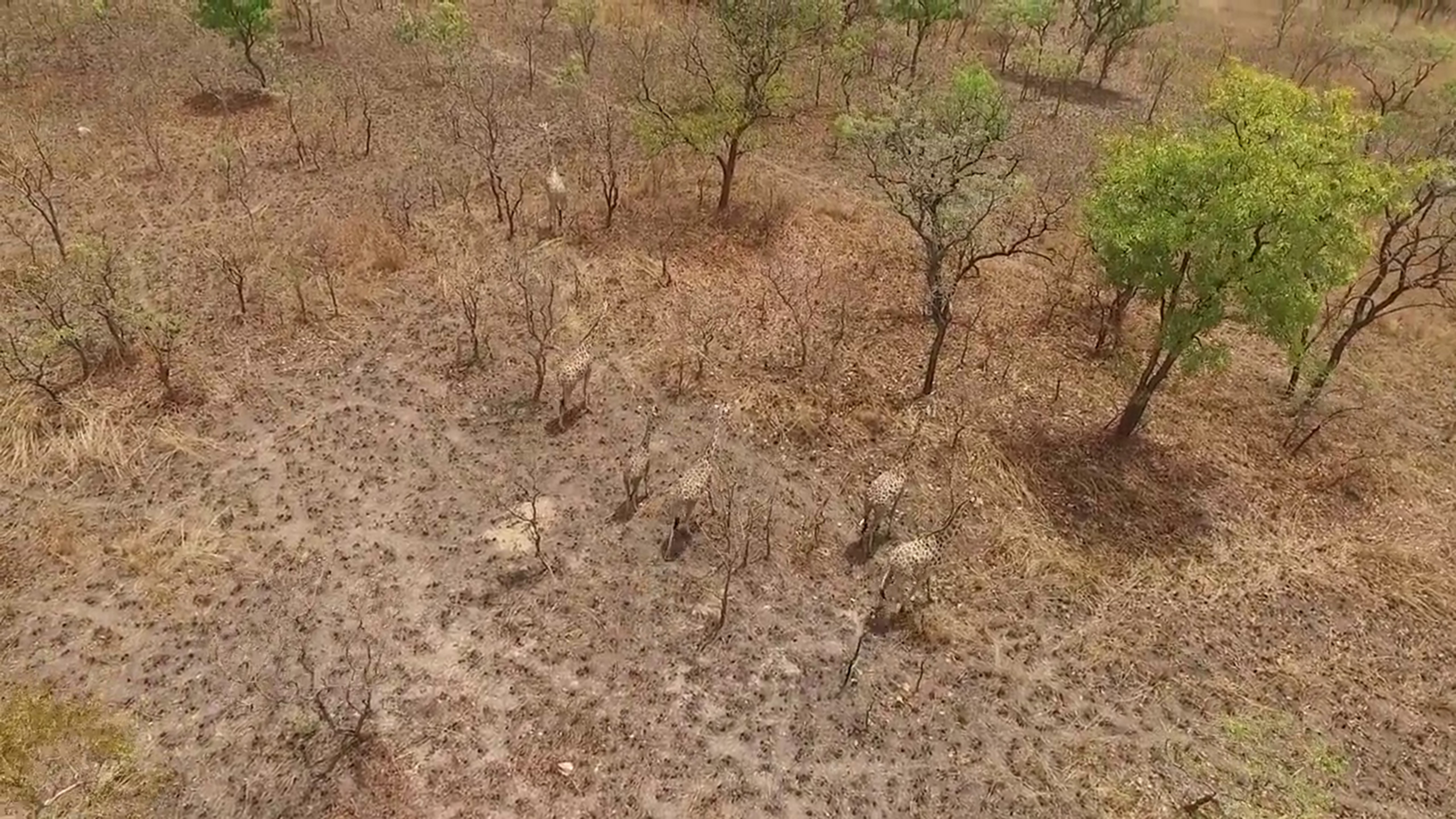
Giraffen im Bénoué-Nationalpark
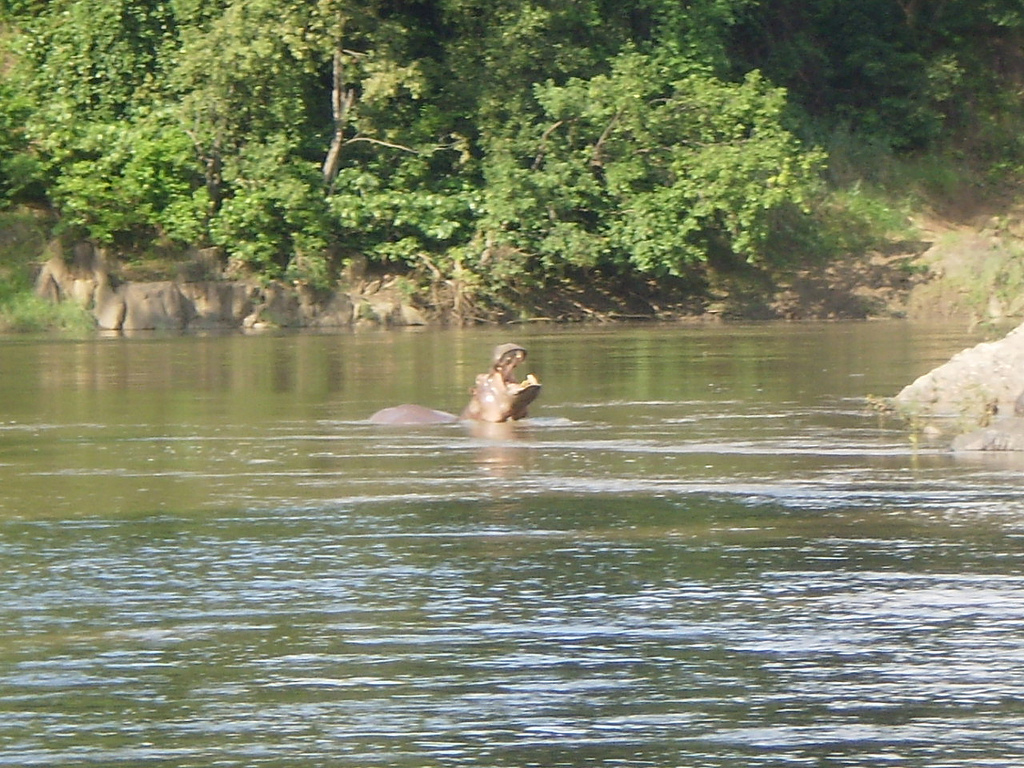
Nilpferd im Park